# TÜV Hessen

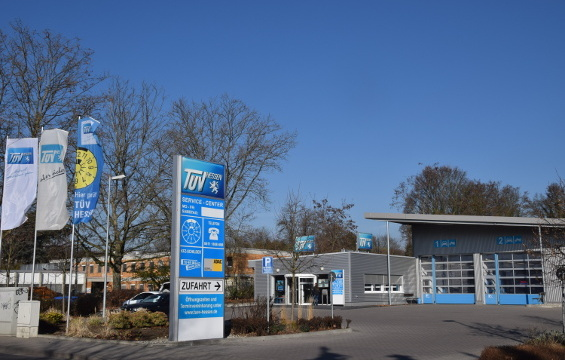
TÜV Hessen Auto-Service-Center in Wiesbaden-Schierstein

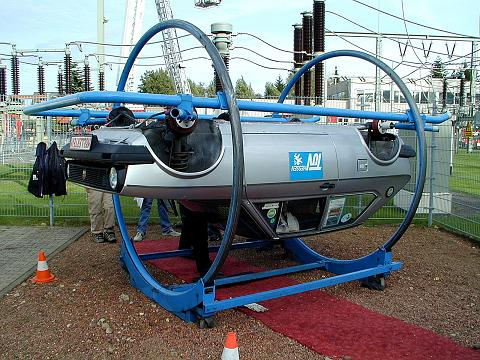
Überschlagsimulator

Der TÜV Hessen (TÜV Technische Überwachung Hessen GmbH) ist eine international tätige Dienstleistungsgesellschaft mit Sitz in Darmstadt.
Nach seinen Ursprüngen ist das Unternehmen eine rein technische Prüforganisation, operiert jedoch mit seinen Schwerpunkten Prüfung und Zertifizierung inzwischen in einem weiten Feld innerhalb der Dienstleistungsbranche. Es beschäftigt derzeit rund 1350 Mitarbeiter und erzielte im Geschäftsjahr 2019 einen Jahresumsatz von rund 157 Mio. €.

## Beschreibung

### Arbeitsfelder
Das Unternehmen ist mit rund 90 Standorten in ganz Deutschland vertreten. Zum Leistungsspektrum gehören neben technischen Prüfungen, Beratungen, Gutachten und Tests auch die Bereiche Ausbildung und Zertifizierung. Auch in den klassischen Dienstleistungen – Hauptuntersuchung („Prüfplakette“), Anlagenprüfung, Expediting, Produkttests oder Gutachten – ist der TÜV Hessen tätig. Im Jahr 2016 erwirtschafteten ca. 1300 Mitarbeiter ca. 128 Mio. Euro.
Die Arbeitsfelder wurden parallel zur Entwicklung der Technik schrittweise von der ursprünglichen Dampfkesselprüfung erweitert um elektrischen Strom, Kraftfahrzeuge, Fahrerlaubnisse, Kraftwerkstechnik, Brandschutztechnik, Aufzüge, Expediting, Umweltschutz, Managementsysteme, Grundstücksbewertung und Bautechnik.

### Marke, Logo, Image
Die Marke TÜV ist von der VdTÜV geschützt und darf nur von angeschlossenen Organisationen verwendet werden.

### Eigenständigkeit der verschiedenen TÜV-Organisationen
Der TÜV Hessen gehört seit 1999 zu 55 % der TÜV Süd AG und zu 45 % dem Land Hessen.
Neben dem TÜV Süd gibt es in Deutschland die national und international konkurrierenden TÜV-Gesellschaften TÜV Nord, TÜV Rheinland, TÜV Saarland und TÜV Thüringen. Dass diese Unternehmen nicht nur Regionalgesellschaften eines Gesamt-TÜVs sind, ist weiten Teilen der Bevölkerung und vielen Kunden der Unternehmen nicht bewusst.
Die verschiedenen TÜV-Organisationen versuchen sich unterschiedlich zu positionieren, um auch von Bevölkerung und Kunden unterschiedlich wahrgenommen zu werden. Schließlich besteht Konkurrenz nicht nur zur DEKRA, sondern auch untereinander. So betreibt der TÜV Hessen eine beachtliche Anzahl von Begutachtungsstellen für Fahreignung in Niedersachsen und Nordrhein-Westfalen, also im ursprünglichen Gebiet des TÜV Nord.

### Beteiligungen
Das Unternehmen ist Mitglied im VdTÜV.
Tochterunternehmen: 2008 übernahm der TÜV Hessen die GÜK Gesellschaft zur Überwachung von Kraftfahrzeugen mbH. Sie wurde umbenannt in die TÜV Hessen Mobilität und Beratung GmbH. Diese 100 %-Tochtergesellschaft mit Sitz in Darmstadt wurde am 1. Oktober 2014 aufgelöst und zum Teil mit dem TÜV Hessen fusioniert.
Die ehemalige 100 %-Tochter TÜV Hessen Consulting GmbH (Kurzform: TH Consult) war in Thüringen und Hessen auf dem Gebiet der Managementsysteme (Qualität, Umwelt, Arbeitssicherheit, IT) tätig. Sie wurde am 1. Januar 2011 aufgelöst und in den TÜV Hessen verschmolzen.

## Firmengeschichte

### 1848–1877
Im Rahmen der industriellen Revolution kam es immer wieder zu verheerenden Explosionen von Dampfkesseln. Daher erließ 1848 das Land Sachsen die "Verordnung zur Beaufsichtigung der Dampfkessel in Sachsen". Durch dieses werden erfahrene Ingenieure zu Dampfkesselinspektoren ernannt, die Gefährdungsbeurteilungen durchführen dürfen. Die heutige Bezeichnung dafür ist benannte Stelle. Sachsen war damit Vorreiter, andere Länder zogen nur teilweise und verzögert nach.
Zum Schutz der eigenen Produktionsanlagen gründeten sich seitdem "Überwachungsvereine für die Gewährleistung der Sicherheit", in denen Dampfkesselbesitzer Prüfingenieure beschäftigten. So war es möglich, die Kosten für die Überwachung unter den verschiedenen Unternehmen aufzuteilen. Als Geburtsjahr der verschiedenen TÜV gilt 1866, als die Gesellschaft zur "Überwachung und Versicherung von Dampfkesseln" mit Sitz in Mannheim gegründet wird. Beteiligt daran sind 21 Unternehmen mit insgesamt 37 Dampfkesseln.
Im Laufe der nächsten Jahre werden regional weitere Vereine gegründet, die in abgegrenzten Bereichen agieren. So z. B. am 5. März 1873 in Offenbach am Main die "Gesellschaft zur Revision und Überwachung von Dampfkesseln mit Sitz in Offenbach a. M." und 1876 die Dampfkessel-Überwachungs-Verein in Kassel. Diese beiden Vereine können als Ursprung des TÜV Hessen angesehen werden.

### 1880–1906
Zusätzlich zu der Überwachung von Dampfkesseln bekommen die Vereine nach Gründung des Deutschen Reichs immer weitere Aufgaben übertragen, da die Technik immer weiter fortschreitet. 1905 nennt z. B. das Kostengesetz überwachungsbedürftige Anlagen wie Personenaufzüge, und Kraftfahrzeuge, Dampffässer und Gefäße für Gase, Acetylen- und Elektrizitätsanlagen.
1902 wird im Großherzogtum Hessen auf Grundlage des "Gesetzes die Dampfkessel und Dampfgefäße betreffend" die Dampfkessel-Überwachung verstaatlicht, es wird eine "Großherzogliche Dampfkesselinspektion" gegründet, deren Sitz sich in Darmstadt befindet.
1904 werden, mit zunehmenden Aufkommen an Automobilen, die ersten Prüfungen von Kraftfahrzeugen und Kraftfahrzeugführern vorgenommen. Dieses Geschäftsfeld, das in der heutigen Wahrnehmung den Schwerpunkt des TÜV bildet, hat sich also erst recht spät entwickelt.

### 1930–1945
1930 wird zusätzlich zu der Dienststelle in Darmstadt für die Provinz Oberhessen in Gießen eine weitere Dienststelle der staatlichen Dampfkesselinspektion eingerichtet. Zu diesem Zeitpunkt werden nur ca. 10 % der überwachungspflichtigen Anlagen in Deutschland von staatlichen Stellen überwacht, die restlichen 90 % von nichtstaatlichen Überwachungsvereinen.
1938 wird durch eine Verordnung des Reichswirtschaftsministers vom 19. März 1938 die regionale Verteilung neu geordnet. Die technische Überwachung im Reichsgebiet wird in 14 Bezirke unterteilt, Hessen wird zusammen mit dem Saarland zu Bezirk "5". Dienststellen sind in Kassel, Frankfurt am Main, Wiesbaden, Kaiserslautern und Saarbrücken. 1940 kommt die in technische Überwachung im besetzten Lothringen (Dienststelle Metz) dazu.
1945 wird dem immer noch bestehenden TÜV Frankfurt jegliche Gutachtertätigkeit untersagt, die die (staatliche) Hessische Dampfkesselinspektion in Darmstadt ist allein für Süd- und Oberhessen zuständig.

### 1946–1969
1946 werden Überwachungsämter in den alten Niederlassungen gegründet, also in Darmstadt, Frankfurt am Main und Kassel.
23. August 1947 tritt das Gesetz über die Neuordnung der Technischen Überwachung in Hessen in Kraft. Im Gegensatz zu anderen Bundesländern sind allein staatliche Stellen Ämter für die Kontrolle überwachungspflichtiger Anlagen zuständig. Folgerichtig wurde die Aufsichtsfunktion von Beamten wahrgenommen. In den meisten anderen Ländern der westlichen Besatzungszonen werden die technischen Überwachungs-Vereine damit beauftragt.
Am 7. Dezember 1949 wird der TÜV Frankfurt neu gegründet, er war vorher entschädigungslos enteignet worden.

### 1970–1999
1970 einigen sich TÜV Frankfurt und die Landesregierung über die zukünftige Arbeitsverteilung, 1972 wird der TÜV Frankfurt in "Technischer Überwachungs-Verein Hessen e. V." umbenannt. Die drei Niederlassungen der Überwachungsämter werden 1977 zum Landesbetrieb TÜH Staatliche Technische Überwachung Hessen zusammengefasst.
1989 will der TÜV Hessen e. V. mit dem TÜV Bayern e.V fusionieren. Da die Landesregierung eine Übertragung der Kompetenzen an den TÜV Bayern aber ablehnt, ist die Fusion zunächst auf Eis gelegt. Sie wird aber weiterverfolgt, indem bestimmte Betätigungsfelder (im Wesentlichen Umweltschutz, Sicherheitstechnik, Qualitätssicherung, Elektro-, Fahrzeug-, Förder-, Bau- und Krankenhaustechnik) auf die TÜV Hessen GmbH übertragen werden, der TÜV Hessen e. V. behält Druckbehälter-, Schweiß-, Werkstoff-, Kraftwerks- und Anlagentechnik. 1992 kommt es dann zum Abschluss des Kooperationsvertrags, mit dem die Unternehmen TÜ Hessen und (staatliche)TÜH Staatliche Technische Überwachung Hessen (TÜH) miteinander verbunden werden und der das Zusammenwirken mit dem Technischen Überwachungs-Verein Südwestdeutschland e. V. (TÜV Südwest) regelt. 1996 fusioniert dann der TÜV Hessen e. V. mit dem TÜV Bayern Sachsen e. V. zum TÜV Bayern Hessen Sachsen e. V.
Die Übertragung staatlicher Aufgaben schreitet im Lauf der Zeit voran, denn am 18. September 1998 erfolgt der Abschluss eines Geschäftsbesorgungs- und Dienstleistungsüberlassungsvertrages zwischen dem Land Hessen und der TÜV Süddeutschland Holding AG. Letztendlich übernimmt die TÜV Süd AG alle Anfang des Jahrhunderts verstaatlichten Aufgaben.

### 2000 bis heute
Zu Beginn des Jahres 2007 gab es Bestrebungen zu einer Fusion der beiden Konzerne TÜV Nord und TÜV SÜD, dem der TÜV Hessen mittlerweile zu 55 % als Mehrheitseigner gehört. Zur Diskussion stand der gemeinsame Name „TÜV Europe“. Nachdem Zeitungsberichte die Fusion bereits bestätigt und für September 2007 angekündigt hatten, verkündeten am 27. August 2007 die beiden Unternehmen, weiterhin eigenständig bleiben zu wollen.
Im Februar 2008 bestätigten TÜV Süd und TÜV Rheinland, miteinander fusionieren zu wollen. Ende August 2008 haben beide Unternehmen den Antrag auf Genehmigung beim Bundeskartellamt zurückgezogen, da dieses signalisiert hatte, der Fusion in der geplanten Form nicht zustimmen zu können. Im Dezember 2008 wurden die Fusionspläne endgültig aufgegeben.
Ebenfalls 2008 übernahm der TÜV Hessen zu 100 Prozent die GÜK Gesellschaft zur Überwachung von Kraftfahrzeugen mbH.